# Lijst van presidenten van Zuid-Afrika
Hieronder volgt een lijst van presidenten van Zuid-Afrika.

## Beknopte tijdslijn
| 1910 | Unie van Zuid-Afrika: Instelling van een eerste minister onder de gouverneur-generaal van de Unie van Zuid-Afrika |
| 1961 | Republiek van Zuid-Afrika: eerste minister onder de staatspresident                                               |
| 1984 | Driekamerstelsel: afschaffing premierschap, instelling van een uitvoerende staatspresident                        |
| 1994 | Afschaffing apartheid: instelling van een uitvoerende president.                                                  |

## Presidenten van Zuid-Afrika (1961-heden)

### Staatspresidenten van Zuid-Afrika (1961-1994)
Officiële titel: Staatspresident van Zuid-Afrika
|   | Staatspresident (Ceremonieel) | Staatspresident (Ceremonieel)            | Ambtstermijn                                    | Partij          | Partij |
| - | ----------------------------- | ---------------------------------------- | ----------------------------------------------- | --------------- | ------ |
| 1 |                               | Charles Robberts Swart (1894–1982)       | 31 mei 1961 – 31 mei 1967                       | Nasionale Party |        |
|   |                               | Jozua François Naudé (1889–1969)         | 1 juni 1967 – 10 april 1968 (waarnemend)        | Nasionale Party |        |
| 2 |                               | Jacobus Johannes Fouché (1898–1980)      | 10 april 1968 – 9 april 1975 (afgetreden)       | Nasionale Party |        |
|   |                               | Johannes de Klerk (1903–1979)            | 9 april 1975 – 19 april 1975 (waarnemend)       | Nasionale Party |        |
| 3 |                               | Nicolaas Johannes Diederichs (1903–1978) | 19 april 1975 – 21 augustus 1978                | Nasionale Party |        |
|   |                               | Marais Viljoen (1915–2007)               | 21 augustus 1978 – 10 oktober 1978 (waarnemend) | Nasionale Party |        |
| 4 |                               | John Vorster (1915–1983)                 | 10 oktober 1978 – 4 juni 1979 (afgetreden)      | Nasionale Party |        |
| 5 |                               | Marais Viljoen (1915–2007)               | 4 juni 1979 – 3 september 1984                  | Nasionale Party |        |
|   | Staatspresident (Uitvoerend)  | Staatspresident (Uitvoerend)             | Ambtstermijn                                    | Partij          | Partij |
| 6 |                               | Pieter Willem Botha (1916–2006)          | 3 september 1984 – 19 januari 1989              | Nasionale Party |        |
|   |                               | Jan Christian Heunis (1927–2006)         | 19 januari 1989 – 15 maart 1989 (waarnemend)    | Nasionale Party |        |
| 6 |                               | Pieter Willem Botha (1916–2006)          | 15 maart 1989 – 14 augustus 1989 (afgetreden)   | Nasionale Party |        |
| 7 |                               | Frederik Willem de Klerk (1936-2021)     | 14 augustus 1989 – 10 mei 1994                  | Nasionale Party |        |

### Presidenten van Zuid-Afrika (1994-heden)
Officiële titel: President van de Republiek van Zuid-Afrika
| Nr. | President         | President                  | Ambtstermijn                     | Partij | Partij | Verkiezing    | Kabinet     |
| --- | ----------------- | -------------------------- | -------------------------------- | ------ | ------ | ------------- | ----------- |
| 1   | Nelson Mandela    | Nelson Mandela (1918–2013) | 10 mei 1994 - 14 juni 1999       | ANC    |        | 1994          | Mandela     |
| 2   | Thabo Mbeki       | Thabo Mbeki (1942)         | 14 juni 1999 - 25 september 2008 | ANC    |        | 1999          | Mbeki I     |
| 2   | Thabo Mbeki       | Thabo Mbeki (1942)         | 14 juni 1999 - 25 september 2008 | ANC    | 2004   | Mbeki II      |             |
| 3   | Kgalema Motlanthe | Kgalema Motlanthe (1949)   | 25 september 2008 - 9 mei 2009   | ANC    |        | 2008          | Motlanthe   |
| 4   | Jacob Zuma        | Jacob Zuma (1942)          | 9 mei 2009 - 15 februari 2018    | ANC    |        | 2009          | Zuma I      |
| 4   | Jacob Zuma        | Jacob Zuma (1942)          | 9 mei 2009 - 15 februari 2018    | ANC    | 2014   | Zuma II       |             |
| 5   | Cyril Ramaphosa   | Cyril Ramaphosa (1952)     | 15 februari 2018 - heden         | ANC    |        | 2018          | Ramaphosa I |
| 5   | Cyril Ramaphosa   | Cyril Ramaphosa (1952)     | 15 februari 2018 - heden         | ANC    | 2019   | Ramaphosa II  |             |
| 5   | Cyril Ramaphosa   | Cyril Ramaphosa (1952)     | 15 februari 2018 - heden         | ANC    | 2024   | Ramaphosa III |             |